# Johann Gottfried Berwald den yngre
Johann Gottfried Berwald, född 6 september 1737 i Köpenhamn, död troligen 1814 i Sankt Petersburg, var en tysk violinist.
Berwald del av tyska musiksläkten Berwald blev violinist vid hovet i Ludwigslust 1770 och flyttade 1786 till Sankt Petersburg.